# 橋本菊子
橋本 菊子（はしもと きくこ、1913年9月12日 - 2004年2月4日）は、日本の女優。東京都出身。

## 略歴
淑徳女学校を卒業後、1934年に久松喜世子の内弟子として新国劇に入所。1937年、文学座に入団。一度は結婚・子育てのために女優業を退いたものの、1951年、ラジオ東京放送劇団に1期生として入団。1955年、再び文学座に所属、1959年、鈴木事務所に所属し、劇団現代劇場、文芸ぷろ、エヌ・エー・シー、劇団手織座に所属していた。
1998年、脳梗塞を発症し、2004年2月4日、死去。三回忌となる2006年、遺族が「遺句集 菊一輪」を出版した。

## 出演

### テレビドラマ
- 1959年 ヤシカゴールデン劇場 あにいもうと（日本テレビ）[7]
- 1959年 心に詩あり 第5回[8]・第8回[9]（テレビ朝日）
- 1959年 その手にのれ!（1959年 - 1960年、TBS）[10]
- 1959年 スリラー劇場 夜のプリズム あなたはタバコがやめられる（日本テレビ）[11]
- 1960年 このなぞは私が解く 消えた蝋燭（TBS）[12]
- 1960年 雑草の歌 日本脳炎（TBS）[13]
- 1960年 夕やけ天使 第5話・第6話・第8話 - 第12話（TBS）[14]
- 1961年 富士ホーム劇場（フジテレビ）
  - 青い雲[15]
  - おとうさんは駐在所のおまわりさん[16]
- 1961年 テレビ指定席 春の雪（NHK）[17]
- 1961年 東芝土曜劇場 俺も殺せ（フジテレビ） - 道子の母[18]
- 1961年 七人の刑事（TBS）
  - 第10話「木枯の通る街」
- 1963年 名作推理劇場 警部の娘（テレビ朝日）[19]
- 1963年 短い短い物語 第91話（テレビ朝日）[20]
- 1963年 全員降下せよ 第10話（フジテレビ）[21]
- 1964年 おかあさん 第2シリーズ 第244話（TBS）[22]
- 1964年 女シリーズ 花芯（1964年 - 1965年、テレビ朝日）[23]
- 1965年 鉄道公安36号（テレビ朝日）[24]
  - 第91話「怒りの愛」
- 1965年 乗っていたのは二十七人（テレビ朝日）
  - 第21話「愛と憎しみと」
- 東芝日曜劇場（TBS）
  - 1966年 女と味噌汁 第3作[25]
  - 1967年 みずぐるま[26]
  - 1969年 天国の父ちゃんこんにちは 第8作[27]
  - 1970年 あたしとあなた 第12作 - 鈴子[28]
  - 1977年 花嫁[29]
- 1966年 サザエさん 第31話（1966年6月17日、TBS）[30]
- 特別機動捜査隊（テレビ朝日）
  - 1967年 第293話「飛び散る青春」- 幾代[31]
  - 1967年 第313話「佐渡の踊子」- 野村夫人[32]
  - 1968年 第333話「夜明け前の故郷」- とよ[33]
  - 1968年 第374話「戦車に乗ったサンタクロース」[34]
  - 1969年 第385話「ブルーボーイ」- 菊子[35]
  - 1970年 第429話「愛の日記」[36]
  - 1970年 第450話「続・全員救出せよ」- はな [37]
  - 1972年 第549話「太陽が欲しい」- トメ[38]
  - 1972年 第558話「野獣の棲む街」- よし[39]
  - 1974年 第676話「母の湖」- 久子[40]
  - 1976年 第764話「駄目な奴」- 郁代[41]
- 1968年 NHK劇場 おばあちゃんの故郷（NHK）[42]
- 1969年 女殺し屋 花笠お竜（テレビ東京）[43]
  - 第3話「狂犬の歌がきこえる」
- 1969年 サインはV 第12話（TBS）[44]
- 火曜日の女シリーズ（日本テレビ）
  - 1970年 蘭の殺人 第1話[45]
  - 1972年 ある朝、突然に…（5月16日 - 6月27日）
- 1971年 人形佐七捕物帳（テレビ朝日）
  - 第22話「音羽の猫」- おとよ[46]
- 1971年 おらんだ左近事件帖（フジテレビ）
  - 第9話「鶴が抱いていた十万両」- 尼僧
- 1973年 ゆびきり 第4話（TBS）- 老婦人[47]
- 1973年 裁きの家（フジテレビ）- 小田島クメ[48]
- 1974年 旗本退屈男（テレビ朝日）
  - 第14話「人情初雪小路」- おぬい
- 1974年 伝七捕物帳（日本テレビ）
  - 第27話「幼なじみに賭けた意地」- お粂[49]
- 1974年 寺内貫太郎一家 第31話（TBS）- おかみ[50]
- 1975年 染彩の女（1975年 - 1976年、フジテレビ）[51]
- 1977年 あかんたれ 第31話（東海テレビ）- 隠居 役[52]
- 1977年 男たちの旅路（NHK）[53]
  - 第2部 第1話「廃車置場」
- 1977年 破れ奉行（テレビ朝日）
  - 第7話「復讐! 汐見橋の女」
- 太陽にほえろ!（日本テレビ）
  - 1977年 第254話「子連れブルース」[54]
  - 1977年 第280話「狼」[55]
  - 1982年 第502話「癖」[56]
- 1977年 大都会 PARTII（日本テレビ）
  - 第39話「グッドバイ1977」
- 1978年 達磨大助事件帳（テレビ朝日）
  - 第13話「雪絵危機一髪」- お滝[57]
- 1978年 浮浪雲 第3話（テレビ朝日）[58]
- 1979年 Gメン'75（TBS）[59]
  - 第191話「女子大寮の裏窓」
- 1981年 思えば遠くへ来たもんだ（TBS）- 高橋かね代[60]
  - 第1話「ぼく、青田先生」
  - 最終話「17才の頃」
- 特捜最前線（テレビ朝日）
  - 1981年 第204話「19才の犯罪日記」[61]
  - 1983年 第315話「面影列車!」[62]
  - 1984年 第348話「爆破0秒前のコンピュータゲーム!」[63]
- 1981年 俺はおまわり君（日本テレビ）[64]
  - 第18話「」
- 1982年 挽歌（TBS）[65]
- 連続テレビ小説（NHK）
  - 1983年 おしん 第63話・第64話・第68話・第69話・第70話 - かね[66]
  - 1996年 ひまわり 第64話 - 第66話 - 河合静江[67]
- 1984年 ザ・サスペンス 処女が見た（TBS）[68]
- 1985年 男の家庭科（フジテレビ）[69]
  - 最終話「君、遠くが見えますか?」
- 1985年 すみれさんが行く（NHK） - 患者
- 1985年 火曜サスペンス劇場（日本テレビ）
  - 母の証言[70]
  - わが町 - 小林トシ
    - 1992年 第1作「警察爆破を狙う逆恨みの女の狂気と執念」[71]
    - 1993年 第2作「殺人容疑の女と中年刑事の禁じられた恋」[72]
    - 1998年 第10作「結婚祝いで届いた毒グモは8年前に急死した男からの贈り物」[73]

  - 1997年 小京都ミステリー 第19作「奥信濃殺人事件」- 老人[74]
- 1985年 娘が愛した人は（TBS）- 和子[75]
- 水曜ドラマスペシャル（TBS）
  - 1985年 女コロンボ危機一髪[76]
  - 1986年 亜樹子・哀しみ色の罠[77]
- 1986年 私鉄沿線97分署（テレビ朝日）[78]
  - 最終話「さらば! プレハブ刑事たち!!」
- 1988年 ドラマ・女の四季「150歳の思春期!?」（テレビ東京）[79]
- 1989年 代議士の妻たちII（TBS）[80]
  - 第2話「身内のスキャンダル」
- 1989年 水曜グランドロマン 美し国ニッポン（日本テレビ）[81]
- 1989年 コント赤信号のピンク色のメイドさん 第3話（TBS）[82]
- 1989年 木曜ゴールデンドラマ 松本清張サスペンス 結婚式（日本テレビ）[83]
- 世にも奇妙な物語（フジテレビ）
  - 1990年「猿の手様」- 煙草屋のおばさん[84]
  - 1992年 冬の特別編「サブリミナル」- 老夫婦の妻[85]
- 1991年 大河ドラマ 太平記（NHK）
  - 第1話「父と子」- 塩屋宗春の母[86]
- 1991年 火曜ミステリー劇場 花ふぶき女スリ三姉妹 第5作「謎の五つの指輪を求めて無銭旅行」（テレビ朝日）[87]
- はぐれ刑事純情派（テレビ朝日）
  - 1991年 第4シリーズ 第21話「潜入捜査！ホストになった安浦刑事」[88]
  - 1994年 第7シリーズ 第4話「母性の殺意！女刑事の怒りと悲しみ」[89]
- 1992年 鳥人戦隊ジェットマン（テレビ朝日）
  - 第46話「トマト畑の大魔王」- 雷太のおばあちゃん
- 1992年 さすらい刑事旅情編（テレビ朝日）[90]
  - 第4シリーズ 第20話「喪服の女・雪山に消えた殺人者」
- 1992年 天使の快楽（テレビ朝日）[91]
- 1992年 ジュニア・愛の関係 第1話（フジテレビ）[92]
- 1992年 悪いこと（フジテレビ）
  - 第2回「盗む女」[93]
  - 第18回「安息」[94]
- 1992年 眠れない夜をかぞえて（TBS）[95]
  - 第4話「涙」
- 1993年 振り返れば奴がいる（フジテレビ）
  - 第2話「おまえが殺したんだ」- 出雲りえ[96]
- 1994年 時をかける少女（フジテレビ）[97]
  - 第2話「バスルームの告白」
- 1994年 古畑任三郎（フジテレビ）
  - 第1シリーズ 第8話「殺人特急」- 新幹線の乗客[98]
- 1995年 金曜エンタテイメント リング 〜事故か！ 変死か！ 4つの命を奪う少女の怨念〜（フジテレビ）[99]
- 1996年 TOKYO23区の女（フジテレビ）
  - 第8回「墨田区の女」[100]
  - 第15回「中野区の女」[101]
- 1997年 月曜ドラマスペシャル モモ子シリーズ 第8作「最後の審判 あのソープ嬢が欲と利権の老人ホームで巨悪を相手に大暴れ!」（TBS）[102]

### 映画
- 1990年 鉄拳 - トシエ
- 1995年 幻の光 - キヨ
- 1998年 落下する夕方 - 老妻

### 舞台
- 1969年 ふるさとの詩（劇団手織座）- 吉奴 [3]

### 人形劇
- 1959年 西武民話劇場「作左物語」（TBS）[103]

### ラジオドラマ
- 1951年 チャッカリ夫人とウッカリ夫人（KR） - 今井さと子[104]
- 1955年 ある晴れた日に（KR）- プリ・マドンナ[105]

### その他
- 1990年 加トちゃんケンちゃん光子ちゃん 笑いころげておもしろ家族! 第1回（フジテレビ）
- 1991年 マジカルミステリー劇場（日本テレビ）[106]